# Sexo, pudor y lágrimas 2
Sexo, pudor y lágrimas 2 es una película mexicana 
dirigida por Alonso Iñiguez. Es la secuela de Sexo, pudor y lágrimas (1999). Fue estrenada en 2022 a través de la plataforma HBO Max.

## Argumento
Veinte años después de los sucesos ocurridos en la primera película, la vida de los protagonistas de la historia transcurre de manera cotidiana. Ana (Susana Zabaleta) sigue casada con Carlos (Víctor Huggo Martín) y tienen una hija de nombre Matilde (Naian González Norvind), que estudia teatro. Por su parte, Andrea (Cecilia Suárez), se divorció de Miguel (Jorge Salinas) y es madre soltera de una hija de nombre Katia (Ximena Romo). Por su parte, María (Mónica Dionne) es una exitosa doctora y sobrevive a un intento de suicidio. La vida de todos se trastorna con la aparición de Mateo (José Ángel Bichir), el hijo del difunto Tomás, quién viene a investigar detalles del padre al que no conoció.

## Elenco
- Susana Zabaleta - Ana
- Cecilia Suárez - Andrea
- Mónica Dionne - María
- Víctor Huggo Martín - Carlos
- Jorge Salinas - Miguel
- José Ángel Bichir - Mateo
- Naian González Norvind - Matilde
- Ximena Romo - Katia
- Paco Rueda - Beny
- Victoria Volkóva - Samantha
- Pierre Louis - Alberto
- Montserrat Marañón - Siri Karum
- Norma Angélica - Chofer de taxi
- Arleth Terán - Doctora
- Angélica Aragón - Mamá de Carlos
- Joshua Okamoto - Fichas

## Comentarios
Después de 22 años, los personajes de la exitosa cinta mexicana Sexo, pudor y lágrimas regresan para continuar el legado con una segunda parte donde el amor toma el protagónico en distintas expresiones. La cinta llega con el mismo propósito de su primera entrega: romper los esquemas y tabúes, mostrando la versión más libre de las vivencias del amor y la sexualidad de sus personajes. El toque de nostalgia se hace presente con gran parte del cast original, al cual llega nuevo talento juvenil que hace que dos generaciones contrasten, debatiendo las situaciones de la vida pero guiándose por el concepto universal del amor.
Su antecesora marcó una etapa para el cine mexicano, logrando exponer temas controversiales que, aún al paso del tiempo y la apertura de la sociedad, siguen causando estigmas en muchos. La nueva versión ha revolucionar esto experimentando de formas más abiertas y diversas, dejando siempre al amor como protagonista. Los personajes se embarcan a una aventura de autoconocimiento, exploración y madurez.